# NGC 7656
NGC 7656 (другие обозначения — PGC 71357, ESO 605-5, MCG -3-59-8, VV 669, NPM1G -19.0676) — линзообразная галактика (S0) в созвездии Водолей.
Этот объект входит в число перечисленных в оригинальной редакции «Нового общего каталога».